# 南美溝油鯰
南美溝油鯰，為輻鰭魚綱鯰形目鼬鯰科的其中一種，為熱帶淡水魚，分布於南美洲巴西亞馬遜河河口的Marajó島流域，體長可達5.5公分，棲息在底層水域，生活習性不明。

## 扩展阅读
維基物種上的相關：南美溝油鯰
1. ↑  World Conservation Monitoring Centre. . The IUCN Red List of Threatened Species 1996.   [08 Apr 2007].